# One More Time (album)
Pour les articles homonymes, voir One More Time.
One More Time est un album de Count Basie avec son big band sorti en 1959.

## Description
One More Time est la rencontre entre Count Basie et Quincy Jones qui compose et arrange tous les titres de l’album,.

## Pistes
Tous les morceaux sont composés et arrangés par Quincy Jones
1. For Lena And Lennie (3:51)
2. Rat Race (2:41)
3. Quince (3:57)
4. Meet B B (3:29)
5. The Big Walk (3:02)
6. A Square At The Roundtable (2:17)
7. I Needs To Be Bee’d With (3:33)
8. Jessica’s Day (4:27)
9. The Midnite Sun Never Sets (3:37)
10. Muttnik (5:27)

## Musiciens
- Count Basie - Piano
- Wendell Culley - Trompette
- Thad Jones - Trompette
- Joe Newman -Trompette
- Snooky Young – Trompette
- Al Grey - Trombone
- Henry Coker - Trombone
- Benny Powell - Trombone
- Marshall Royal - saxophone alto
- Frank Wess - Saxophone alto and flute
- Frank Foster - Saxophone ténor
- Billy Mitchell - Saxophone ténor
- Charlie Fowlkes – Saxophone baryton
- Freddie Green - Guitare
- Eddie Jones - Contrebasse
- Sonny Payne - Batterie
- Quincy Jones - arrangeur